# Krupá (okres Kolín)
Krupá (něm. Kraupa, Kruppe (1340)) je obec ležící v okrese Kolín asi 6 km jižně od města Český Brod. Žije zde 409 obyvatel a její katastrální území má rozlohu 530 ha. V roce 2011 zde bylo evidováno 164 adres. Součástí obce je i vesnice Syneč. V hlubokém údolí západně od Krupé protéká Jalový potok, který je pravostranným přítokem říčky Šembery.
Krupá leží v katastrálním území Krupá u Kostelce nad Černýni Lesy o rozloze 5,63 km².

## Historie
První písemná zmínka o obci pochází z roku 1340.

### Územněsprávní začlenění
Dějiny územněsprávního začleňování zahrnují období od roku 1850 do současnosti. V chronologickém přehledu je uvedena územně administrativní příslušnost obce v roce, kdy ke změně došlo:
- 1850 země česká, kraj Pardubice, politický okres Černý Kostelec, soudní okres Český Brod[6]
- 1855 země česká, kraj Praha, soudní okres Český Brod
- 1868 země česká, politický i soudní okres Český Brod
- 1939 země česká, Oberlandrat Kolín, politický i soudní okres Český Brod[7]
- 1942 země česká, Oberlandrat Praha, politický i soudní okres Český Brod[8]
- 1945 země česká, správní i soudní okres Český Brod[9]
- 1949 Pražský kraj, okres Český Brod[10]
- 1960 Středočeský kraj, okres Kolín
- 2003 Středočeský kraj, obec s rozšířenou působností Český Brod

### Rok 1932
Ve vsi Krupá (přísl. Syneč, 465 obyvatel) byly v roce 1932 evidovány tyto živnosti a obchody: 3 obchodníci s dobytkem, 3 hostince, 2 kováři, 2 kůže surové, obchod s mlékem, 2 mlýny, 3 obuvníci, rolník, 3 sadaři, 2 obchody se smíšeným zbožím, trafika, zámečník.

## Doprava
Dopravní síť
- Pozemní komunikace – Obcí prochází silnice II/108 Český Brod - Krupá - Kostelec nad Černými lesy - Stříbrná Skalice.

- Železnice – Železniční trať ani stanice na území obce nejsou.

Veřejná doprava
- Autobusová doprava – V obci se nachází jedna autobusová zastávka na hlavní silnici obsluhovaná příměstskou autobusovou linkou PID č. 659 na trase Český Brod – Kostelec nad Černými lesy – Stříbrná Skalice.[12]